# Otto Schemm
Otto Karl Schemm (* 27. Mai 1920 in Brand bei Marktredwitz; † 3. Juli 1996 in Arzberg) war ein oberfränkischer Mundartschriftsteller, Interpret von Mundartliteratur und Volksmusik.

## Wirken
Der hauptberufliche Rektor der Volksschule Arzberg war auch als freier Mitarbeiter für den Bayerischen Rundfunk tätig. Zusammen mit seiner Frau Martha, geb. Roth und seinen Töchtern Inge, Lisl und Christl gestaltete er Hörfunk- und Fernsehsendungen des Bayerischen Rundfunks durch volksmusikalische Beiträge. Er schrieb fast 20 Theaterstücke sowie mehr als 100 Sketche und Hörspiele, die in zahlreichen Rundfunkaufnahmen vertont wurden.
Schemm war auch Gründer der Theatergemeinschaft und Versehrtensportgruppe sowie Initiator der VdK-Siedlung in Arzberg.

## Auszeichnungen
- Andreas-Schmeller-Medaille der Kommission für Mundartforschung bei der Bayerischen Akademie der Wissenschaften
- 1972: Bayerischer Poetentaler
- Goldmedaille des Bayerischen Rundfunks
- Medaille „Für vorbildliche Heimatpflege“ des Bayerischen Landesvereins für Heimatpflege
- Gotteszeller-Heimat-Literaturpreis
- 1983 Kulturpreis des Fichtelgebirgsvereins e.V.
- 1994: Kulturpreis der oberfränkischen Wirtschaft
- 1996 (mit Martha Schemm): Ehrenpreis beim „Tag der Volksmusik“ in Kloster Banz, Hanns-Seidel-Stiftung[3]